# Inkognito
 Denne artikel omhandler begrebet Inkognito. Opslagsordet har også en anden betydning, se Inkognito (film).
Inkognito (af ital. incognito, "ukendt") er et udtryk, som bruges om kendte, som optræder under andet navn ("under dække") for ikke at blive genkendt. Det bruges mest i forbindelse med uofficielle rejser eller ophold. Ofte i sammenhængen: kongen rejste inkognito.